# ألتمارككرايس زالتسفيدل
ألتماركريس سالزودل هو قضاء يقع في ساكسونيا أنهالت، ألمانيا. يحيط به من ابتداءاً من الغرب باتجاه عقارب الساعة قضاء جيفهورن، أويلتسن، لوشو دانينبيرغ، في سكسونيا السفلى.

## التاريخ
ألتمارك هي منطقة تاريخية تغطي منطقة هذا القضاء وتمثل جزءاً من الأقضية المجاورة لستيندال. في القرن العاشر الميلادي، كانت محافظة في حدود الشرقية للإمبراطورية الرومانية المقدسة، وتم بناء قلاع من أجل توسعة الحدود في الاتجاه الشرقي. ألتمارك كانت عبارة عن مستنقعات ومنطقة المتنازع عليها بشدة لقرون. في القرن الثاني عشر الميلادي، العديد من المستنقعات جفت، وأصبحت المعاقل بلدات صغيرة. وفي أواخر العصور الوسطى العديد من البلدات أصبحت أعضاء في الرابطة الهانزية. وبسبب حرب الثلاثين عاماً ألتمارك تدمرت بالكامل في القرن السابع عشر الميلادي، ومن حينها لم تستعد أهميتها وبقت ذات كثافة سكانية المنخفضة حتى اليوم.
تأسس القضاء في عام 1994م بدمج الأقضية السابقة لغاردليغن، كلوتزه، زالزفيدل وجزء من أوستربيرغ.

## الجغرافيا
تعتبر ألتمارك منطقة منطقة سهول ريفية، وكانت ذا يوم مليئة بالمستنقعات والبرك، والآن هي مغطاة بالغابات والمروج. وهي عامةً جافة، بالرغم من بعض المناطق التي تتواجد بها المستنقعات التي نجت. وأكبرها هو دغوملينغ، وهي أرض رطبة كبيرة في الجزء الجنوبي الغربي، وهو حديقة طبيعية مشترك مع أوغاكرايس.
وأكبر بحيرة في القضاء هي آرندزيه بمساحة 5.54 كم مربع، وبلدة آرندزيه سُميت على اسم البحيرة.

## شعار النبالة
|  | يعرض شعار النبالة: - النسر المنذر لبراندنبورغ، والذي كان جزءاً من زالتسفيدل. - نمر لونبورغ، حيث أن بلدة كلوتزه كانت تنتمي إلى دوقية براونشفايغ لونيبورغ في العصور الوسطى. - رمز ألتمارك، حيث كان يستخدم خلال القرن الحادي عشر والثاني عشر. |

## البلدات
يضم قضاء ألتماركريس سالزودل التقسيمات التالية :
| بلدات                                                   | وحدات إدارية |
| ------------------------------------------------------- | --- |
| 1. آرندزيه 2. غاردهليغن 3. كالبة 4. كلوتسه 5. زالتسفيدل | Beetzendorf-Diesdorf 1. Apenburg-Winterfeld 2. Beetzendorf1 3. Dähre 4. Diesdorf 5. Jübar 6. Kuhfelde 7. Rohrberg 8. Wallstawe |